# Narcissus tuckeri
Narcissus tuckeri är en amaryllisväxtart som beskrevs av Alfredo Barra och Ginés Alejandro López González. Narcissus tuckeri ingår i släktet narcisser, och familjen amaryllisväxter.
Artens utbredningsområde är Spanien. Inga underarter finns listade i Catalogue of Life.